# Grand Lake o' the Cherokees
Het Grand Lake o' the Cherokees of Grand Lake of the Cherokees, vaak kortweg Grand Lake, is een stuwmeer nabij Grove, in het noordoosten van de Amerikaanse staat Oklahoma. Het meer ligt in het deel van de Neosho dat Grand River wordt genoemd.
Het stuwmeer is 18.800 hectare groot en wordt beheerd door de Grand River Dam Authority. Het meer werd in de jaren dertig van de twintigste eeuw aangelegd. In eerste instantie was het voor de Cherokee-indianen bedoeld, waarnaar de naam nog verwijst.